# 芒塔洛
芒塔洛（法語：Mantallot）是法国阿摩尔滨海省的一个市镇，位于该省西北部，属于拉尼永区。该市镇总面积2.76平方公里，2009年时的人口为197人。

## 人口
芒塔洛人口变化图示